# 叶浍浍
叶浍浍 （英文： Yeap Huey Huey) 出生于马来西亚 槟城。她成功入围国际青年商会JCI - 2019马来西亚十大杰青奖30入围者 ，
然后在 2019年9月14号荣获2019马来西亚十大杰青奖得主 （英文： JCI TOYM 2019 ）

。
除此之外，她也荣获 INPenang国际卓越成就大奖得主 

（英文：INPenang International Outstanding Achievers Awards Winners）。她也关注女权和男女平等
。

## 事业发展
创建了 Lee Automotive@ Tools Sdn Bhd 和主业务在缅甸的 Safety First Car Tyre & Oil.

Gold Coast KTMG co.Ltd 和 Speed Tech System Co Ltd 主要决策者

## 慈善事業
叶浍浍致力于在缅甸提供人道救援

和在缅甸领养了237个孩子

## 奖项与认可
2019马来西亚十大杰青

INPenang国际卓越成就大奖得主

JCI Ten Outstanding Young Persons of the world 2020

JCI CYEA 2019

Asian Women Entreprenuer 20219